# Claudia Waldi
Claudia Waldi (geborene Engels, * 29. Juli 1964) ist eine ehemalige deutsche Ruderin, die 1985 Weltmeisterin im Leichtgewichts-Vierer ohne Steuerfrau sowie 1991 und 1992 Weltmeisterin im Leichtgewichts-Doppelzweier wurde.
Waldi gewann, als 1984 in Ratzeburg zum ersten Mal Deutsche Meisterschaften im Leichtgewichts-Einer ausgefahren wurden, hinter Evelyn Herwegh die Silbermedaille. Anschließend wurde sie für die Weltmeisterschaften in Montreal nominiert, wo sie mit Herwegh, Regina Mayer und Beatriz Keller im Leichtgewichts-Vierer ohne Steuerfrau an den Start ging und gewann. Da die Leichtgewichts-Bootsklassen der Frauen auch hier neu eingeführt wurden, hatte das Rennen jedoch nur den Status eines Demonstrationswettbewerbs.
Auch 1985 gewann Waldi, die für den Heidelberger Ruderklub ruderte, bei den Meisterschaften im leichten Vierer. Bei den Weltmeisterschaften in Hazewinkel gewann sie mit Herwegh, Monika Wolf und Sonja Petri den ersten regulären Weltmeistertitel in dieser Bootsklasse. Auch im folgenden Jahr startete Waldi im Vierer bei den Weltmeisterschaften und errang mit Petri, Herwegh und Ute Zobeley Bronze.
1987 wurde Waldi sowohl im Vierer als auch im leichten Doppelzweier mit Zobeley Deutsche Meisterin. Bei den Weltmeisterschaften in Kopenhagen traten sie dann auch in dieser Bootsklasse an, verpassten jedoch den Finaleinzug und wurden siebte. 1988 verlor Waldi erstmals den Meistertitel im Leichtgewichts-Vierer ohne Steuerfrau, wurde jedoch Vizemeisterin und startete zusammen mit Christiane Zimmer, Sonja Petri und Schlagfrau Kathrin Schmack bei den Weltmeisterschaften in Mailand, wo sie Bronze gewannen.
Im folgenden Jahr gewann Waldi mit Ute Zobeley, Cornelia Cichy und Karin Zobeley wieder die Deutsche Meisterschaft im Vierer und erreichte bei den Weltmeisterschaften in Bled erneut die Bronzemedaille.
Zur Saison 1990 wechselte Waldi, die in der Zwischenzeit geheiratet und den Namen ihres Mannes angenommen hatte, zum RTHC Bayer Leverkusen. Erneut wurde sie mit Chichy und den Zobeley-Schwestern Deutsche Meisterin im Leichtgewichts-Vierer ohne Steuerfrau, bei den Weltmeisterschaften in Tasmanien belegte das Boot den fünften Platz.
1991 wechselte Waldi in den Leichtgewichts-Doppelzweier. Zusammen mit Christiane Weber wurde sie Deutsche Meisterin und gewann auch bei den Weltmeisterschaften in Wien. 1992 gewann Waldi bei den Deutschen Meisterschaften sowohl im leichten Einer als auch erneut im Doppelzweier mit Weber, bei den Weltmeisterschaften in Montreal konnten sie auch ihren Weltmeistertitel verteidigen.
Anschließend beendete Waldi ihre Karriere.

## Internationale Erfolge
- 1984: 1. Platz Weltmeisterschaften im Leichtgewichts-Vierer ohne Steuerfrau (Demonstrationswettbewerb)
- 1985: 1. Platz Weltmeisterschaften im Leichtgewichts-Vierer ohne Steuerfrau
- 1986: 3. Platz Weltmeisterschaften im Leichtgewichts-Vierer ohne Steuerfrau
- 1987: 7. Platz Weltmeisterschaften im Leichtgewichts-Doppelzweier
- 1988: 3. Platz Weltmeisterschaften im Leichtgewichts-Vierer ohne Steuerfrau
- 1989: 3. Platz Weltmeisterschaften im Leichtgewichts-Vierer ohne Steuerfrau
- 1990: 5. Platz Weltmeisterschaften im Leichtgewichts-Vierer ohne Steuerfrau
- 1991: 1. Platz Weltmeisterschaften im Leichtgewichts-Doppelzweier
- 1992: 1. Platz Weltmeisterschaften im Leichtgewichts-Doppelzweier